# 灘風 (駆逐艦)

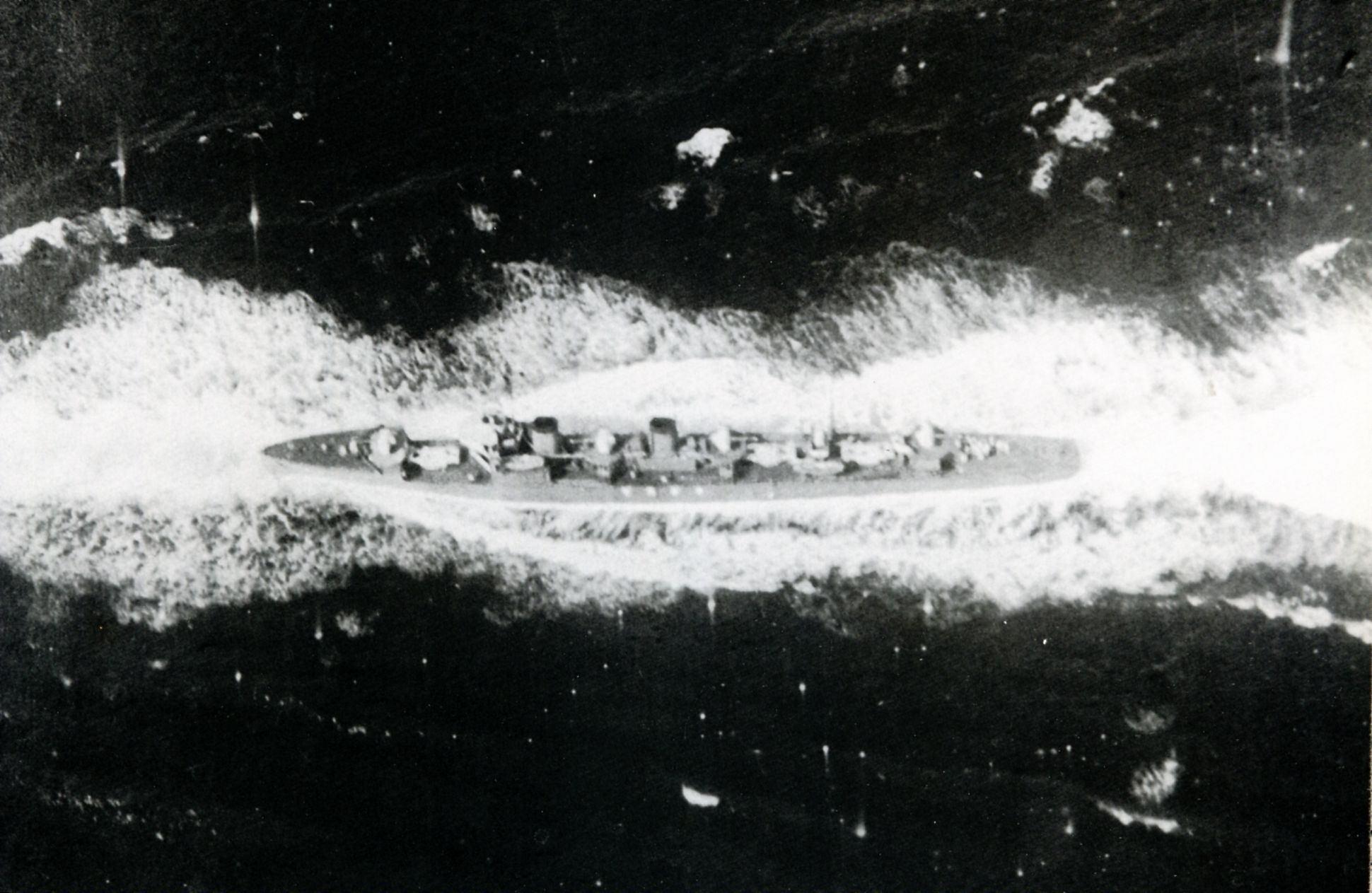
上空より撮影された「灘風」。大正10年から翌年にかけての公試中。

灘風（なだかぜ）は、日本海軍の駆逐艦。峯風型駆逐艦の5番艦である。1940年に哨戒艇に改造され「第二号哨戒艇」と改名した。艦名は灘に吹く風に由来する。

## 艦歴
舞鶴海軍工廠で建造。一等駆逐艦に類別され、横須賀鎮守府籍に編入。竣工後直ちに第三駆逐隊に編入された。
1937年（昭和12年）から1939年（昭和14年）にかけて、日中戦争に伴う華中、華南での沿岸諸作戦に参加。
1938年（昭和13年）12月、第三駆逐隊は解隊し、馬公要港部付属となり、1939年（昭和14年）1月、予備艦となった。
1940年（昭和15年）4月、哨戒艇に改装され艦種変更、「第二号哨戒艇」と改名される。太平洋戦争開戦直前、後甲板・艦尾を改造し、大発2隻を搭載する強襲揚陸艦となり、12cm単装砲1門と魚雷兵装を撤去し陸戦隊約250名収容可能の居住区を設けた。
開戦後、フィリピン、蘭印攻略作戦に参加。1942年3月から4月には西部ニューギニア戡定作戦に参加。ついでラバウル方面で対潜哨戒、人員輸送、船団護衛に従事した。
1943年（昭和18年）1月、内地に帰投し第1海上護衛隊に編入された。高雄を基地として門司、サイゴン、シンガポール、マニラ方面で船団護衛を実施した。1943年12月、第22特別根拠地隊に編入され、バリクパパンを根拠として船団護衛に従事した。
1945年（昭和20年）7月25日、小スンダ列島のロンボク海峡でイギリス潜水艦「スタッボーン (HMS Stubborn)」の雷撃を受け沈没。

## 歴代艦長
※脚注無き限り『艦長たちの軍艦史』223-224頁による。
艤装員長
- 江口喜八 少佐：1921年1月10日[1] - 1921年1月29日[2]

駆逐艦長
- 江口喜八 少佐：1921年1月29日[2] -
- （心得）江口喜八 少佐：1921年9月30日 -1922年12月1日[3]
- 江口喜八 中佐：1922年12月1日[3] - 1923年12月1日
- （心得）高山忠三 少佐：1923年12月1日[4] - 1924年12月1日[5]
- 石戸勇三 少佐：1924年12月1日 - 1925年4月20日
- 鈴木幸三 少佐：1925年4月20日 - 1926年10月15日[6]
- 清水長吉 少佐：1926年12月1日 - 1927年12月1日[7]
- 山下深志 中佐：1928年3月1日 - 1928年7月23日[8]
- 五藤存知 少佐：1928年7月23日 - 1929年1月15日[9]
- 坂野民部少佐：1929年1月15日 - 1929年11月15日
- 上野正雄 少佐：1929年11月15日 - 1931年12月1日
- 成田茂一 少佐：1931年12月1日 - 1932年12月1日
- （兼）新美和貴 中佐：1932年12月1日 - 1933年5月1日[10] （本職：汐風駆逐艦長）
- 山本岩多 少佐：1933年5月1日 - 1935年11月15日
- 竹内虎四郎 少佐：1935年11月15日 - 1936年12月1日
- 隈部傳 少佐：1936年12月1日 - 1937年12月1日[11]
- 中杉清治 少佐：1937年12月1日 - 1938年12月2日[12]
- 松原瀧三郎 少佐：1938年12月2日 - 1939年3月10日[13]、以後駆逐艦長の発令無し。

第一哨戒艇隊特務艇長
- 千本木徳二 予備大尉：1941年11月20日[14] - 1942年4月10日[15]

哨戒艇長
- 鬼頭竹次郎 予備大尉/大尉/少佐：1943年2月15日[16] - 1945年7月25日 戦死、同日付任海軍中佐[17]